# Antoine Goetschy
Pour les articles homonymes, voir Goetschy.
Antoine Goetschy est un kayakiste français de descente né le 27 janvier 1963.

## Biographie
Antoine Goetschy, professeur de sport à La Mulatière, dispute les Championnats du monde de Bourg-Saint-Maurice en 1987 où il est médaillé d'or en K1 individuel ainsi qu'en K1 par équipe avec Yves Masson et Claude Bénézit.
Aux Championnats du monde de Savage en 1989, il remporte la médaille de bronze en K1 ainsi que la médaille d'or en K1 par équipe avec Joël Doux et Claude Bénézit.
Président du SCK Lyon Mulatière de 1987 à 1991, il est conseiller technique auprès de la Fédération française de canoë-kayak à partir de 1993 avant d'en devenir le directeur technique national de 1997 à 2005. Il est nommé secrétaire général de la Fédération internationale de canoë le 18 mars 2005.
En 2020, il est directeur adjoint des Jeux olympiques de la jeunesse auprès du Comité international olympique.